# Fabio Mazzari
Fabio Mazzari (Bologna, 25 marzo 1945) è un attore, doppiatore e regista italiano.

## Biografia
Inizialmente lavora come aiuto regista, poi si dedica alla recitazione, prima in teatro e poi in televisione, e quindi al doppiaggio.
Lavora a lungo in Svizzera, soprattutto in sceneggiati radiofonici e televisivi per la RSI e adattamenti teatrali. A Milano è il creatore dello Spazio Zazie, nato come locale di musica jazz, è diventato poi anche laboratorio teatrale.
Ha prestato la sua voce in cinema ad attori come: Willem Dafoe, Klaus Kinski, Dennis Hopper e Burt Reynolds. In televisione ha doppiato attori di diverse serie tv, tra cui La signora del west e Dottori con le ali.
Come attore ha preso parte alla soap opera di Canale 5, Vivere, dove dal 1999 al 2008 nel ruolo di Alfio Gherardi, uno dei protagonisti storici della soap. Nel 2018 è tra le partecipazioni straordinarie di Passioni Senza fine 2.0 radiodramma sul web di Giuseppe Cossentino.

## Vita privata
È sposato con l'attrice Silvia Corti, che gli ha dato un figlio di nome Michelangelo.

## Filmografia

### Cinema
- Gli occhi aperti, regia di Angelo Ruta (1996)
- La piccola A, regia di Salvatore D'Alia e Giuliano Ricci (2009)
- Agli uomini piace uccidere, regia di Pierfrancesco Laghi (2009)

### Televisione
- Sarti Antonio brigadiere, episodio Passato, presente, chissà, regia di Pino Passalacqua (1978)
- Il balordo, terza puntata, regia di Pino Passalacqua (1978)
- Il gioco degli inganni, episodio Reno per attacco Elba per rinvio, regia di Pino Passalacqua (1980)
- Don Tonino, episodi Don Tonino e la setta del sacrificio e Don Tonino e i trafficanti di morte, regia Fosco Gasperi (1990)
- Il processo di Stabio, regia di Sergio Genni - film TV (1991)
- Vivere - soap opera (1999-2008)
- Tempesta d'amore, 1 puntata (2011)
- Andrea Doria - I passeggeri sono in salvo?, regia di Luca Guardabascio - docu-film (2016)
- Skin of a Lawyer, regia di Luca Guardabascio - film TV (2017)

### Web serie
- Toni. Chi muore si rivede, con Sergio Vastano (2014)

## Teatro

### Attore
- Teatro di piazza, 1975
- Morti senza sepoltura, di Jean-Paul Sartre, regia di Lamberto Puggelli, 1975
- Cyrano, testo e regia di Maurizio Micheli, 1975
- Nella giungla delle città, di Bertolt Brecht, regia di Raffaele Maiello, 1975
- Tito Andronico, di William Shakespeare, regia di Raffaele Maiello, 1976
- Fede, speranza, carità, di Ödön von Horváth, regia di Lamberto Puggelli, 1977
- Caccia al lupo di Giovanni Verga e La morsa di Luigi Pirandello, regia di Tino Schirinzi, 1979
- Gli arcangeli non giocano a flipper, di Dario Fo, regia di Cristiano Censi (1980)
- Il padre, di August Strindberg, regia di Mina Mezzadri (1980)
- Clacson, trombette e pernacchi, testo e regia di Dario Fo (1981)
- Memorie labili, testo e regia di Luigi Gozzi (1983)
- Le smanie per la villeggiatura, di Carlo Goldoni, regia di Silvano Piccardi (1988)
- Le avventure della villeggiatura, di Carlo Goldoni, regia di Silvano Piccardi (1989)
- La festa del cavallo, di Antonio Porta, regia di Alberto e Gianni Buscaglia (1990)
- Menzogne della mente, di Sam Shepard, regia di Andrea Canetta (1991)
- Il ritorno dalla villeggiatura, di Carlo Goldoni (1991)
- Vita di Mercurio, di Alberto Savinio, Annalisa Santambrogio (1993)
- Scena madre, di Arthur Schnitzler, regia di Antonio Ballerio (1994)
- Rossetto sull'ostia, di Aidan Mathews, regia di Renzo Sicco, Asti Teatro (1995)
- Carlo Levi, a sud di Eboli, testo e regia di Luca Guardabascio (2019)

### Regista
- Bartleby, di Herman Melville (1999)
- Il gabbiano, di Anton Čechov (2000)
- Zio Vanja, di Anton Čechov (2000)
- Aspetta Elettra, di Fabio Mazzari (2000)
- Elettra o La caduta delle maschere, di Marguerite Yourcenar (2001)
- Servi e padroni, di Fabio Mazzari (2001)
- Le notti bianche, di Fëdor Dostoevskij (2003)
- Dieci modi di dire Cechov (2004)
- Huis Clos (Porte chiuse), di Jean-Paul Sartre (2005)
- Il marinaio, di Fernando Pessoa (2006)

## Radio
- Rosa Fumetto, testo e regia di Alberto Gozzi (1976)
- La donna nella casa per uomini, regia di Ida Bassignano (1978)
- Il rumore del teatro, regia di Luigi Gozzi (1979)
- Variazioni sul nero, testo e regia di Gianni e Alberto Buscaglia (1982)

## Doppiaggio

### Cinema
- Jean-Claude Van Damme in Cyborg
- Willem Dafoe in L'ultimo attacco
- Eugene Levy in Richie Rich e il desiderio di Natale
- Billy Connolly in The Big Man
- Bob Goldthwait in Don, un cavallo per amico
- Klaus Kinski in Il patto con il diavolo
- Jonathan Phillips in Max e Helen
- Josh Mostel in In due si litiga meglio
- Yves Rénier in Le raid
- John Walton in Lighthorsemen - Attacco nel desertoo

### Film TV
- Christopher Lloyd in Fantasmi alla riscossa
- John de Lancie in Gli immortali
- Jim Knobeloch in Dr. Quinn - Il film

### Serie televisive
- Richard Romanus in Strike Force
- Ian Hunter in Robin Hood
- John Wood in Blue Heelers - Poliziotti con il cuore
- A Martinez in Cassie & Co.
- George Wendt in Cin cin
- Robert Grubb in Dottori con le ali
- Jim Knobeloch in La signora del West
- Marshall Napier in Polizia squadra soccorso
- J.G. Hertzler in Star Trek: Deep Space Nine

### Animazione
- C-19 in Dragon Ball
- Grosso in Siamo fatti così
- Re Artù in Re Artù e i cavalieri della tavola rotonda
- Arnold e massaggiatore in I ragazzi del Mundial
- Tarim in Un incantesimo dischiuso tra i petali del tempo per Rina
- Fujieda in Due come noi!!
- Monaco del Mare in Ushio e Tora